# Паздников, Владимир Ерофеевич
Владимир Ерофеевич Паздников (12 июля 1928, Башмак, РСФСР, СССР — 14 мая 2019, Хабаровск, Россия) — советский передовик сельского хозяйства, тракторист совхоза «Добринский» Еврейской автономной области Хабаровского края, Герой Социалистического Труда (1971).

## Биография
Родился 12 июля 1928 года на территории будущей Еврейской автономной области в селе Башмак.
С 13 лет начал работать разнорабочим в сельхозартели села Башмак Ленинского района. В 1944 году окончил курсы механизаторов при Усть-Сунгарийской МТС в селе Дежнёво. В 1950—1953 гг. работал в леспромхозе в посёлке Литовко Хабаровского края. Потом вернулся в Еврейскую АО.
С 1953 года и до ухода на заслуженный отдых в 1989 году работал трактористом в совхозе «Добринский», село Степное Ленинского района. С 1956 года звеньевой кукурузоводческого звена.
Трижды избирался в Совет депутатов трудящихся Хабаровского края.
Жил в с. Степное Ленинского района, в 2018 г. переехал к дочери в Хабаровск.
Умер 14 мая 2019 года в Хабаровске.
Семья: жена, три дочери.

## Награды и звания
Герой Социалистического Труда (1971). Награждён двумя орденами Ленина (1960, 1971), медалью «За доблестный труд в Великой Отечественной войне 1941—1945 гг.», серебряной и бронзовой медалями ВДНХ. Почётный гражданин Еврейской автономной области (1994).